# Turm Schwibbogenplatz 2 f

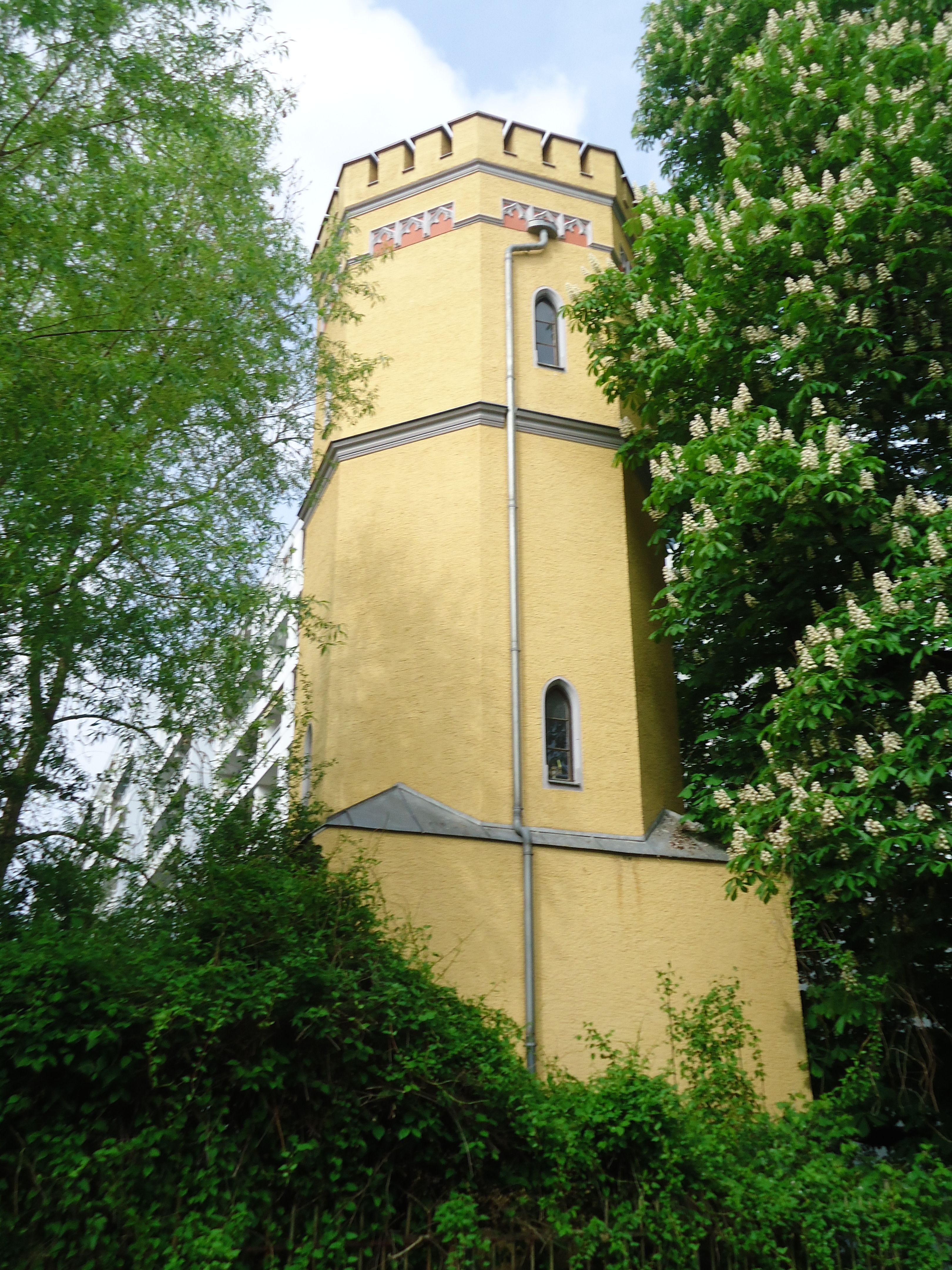
Turm Schwibbogenplatz 2 f (Ostseite), 2014

Der Turm Schwibbogenplatz 2 f, gelegentlich auch Wasserturm am Schwibbogenplatz oder Forsterturm, befindet sich im Augsburger Stadtbezirk Am Schäfflerbach, der zum Planungsraum Augsburg-Innenstadt gehört. Der kleine Turmbau diente früher vor allem als privater Wasserturm zur Bewässerung des Schaur’schen Gartens.

## Lage und Architektur
Der Turm liegt abseits des eigentlichen Schwibbogenplatzes und östlich des Hauses Schwibbogenplatz 3 sowie etwas versteckt zwischen Wohnneubauten in einem Dreieck, das von der Wagenhalsstraße (östlich des Turms) und der Provinostraße (südlich) gebildet wird. Zwischen Turm und Wagenhalsstraße fließt einer der Lechkanäle der Augsburger Altstadt, der Sparrenlech. Er wird vom Lech über den Kaufbach gespeist und fließt nahe dem Vogeltor in die Jakobervorstadt.
Der kleine Turm hat einen quadratischen Unterbau, während die darauf errichteten Obergeschosse einen achteckigen Grundriss aufweisen. Oben wird der Turm von einem neugotischen Fries und einem Zinnenkranz abgeschlossen. Der dreigeschossige Backsteinbau ist verputzt und in einem Gelbockerton gestrichen.
Der Turm ist als Baudenkmal in die Bayerische Denkmalliste eingetragen.

## Geschichte
Das vor dem Schwibbogentor gelegene große Gartengrundstück befand sich ab 1681 zunächst im Besitz der Augsburger Patrizierfamilie von Stetten. 1715 ging es an den Destillator, Chemiker und kaiserlichen Rat Johann Caspar Schaur (1681–1761) über. Schaur betrieb auf einem benachbarten Grundstück eine Destillieranstalt sowie um 1735 zeitweilig auch noch eine Fayencemanufaktur, die sich nach Angabe einiger Quellen wohl auf seinem Gartengrundstück befand. Durch den von ihm und seinem Sohn Georg Matthias entwickelten „Universalbalsam“ – einem „Allheil-Wundermittel für Mensch und Tier“ – kam die Familie zu einigem Reichtum.

Der ehemalige Schaur’sche Garten mit dem Turm (hinten Mitte), Stich aus dem 18. Jahrhundert

In der Folge sind auf dem parkartigen Anwesen verschiedene Baumaßnahmen belegt. Eine zweigeschossige Villa am Schwibbogenplatz 1 diente den Schaurs als Gartenpalais. Den Park ließ Johann Caspar Schaur als barocken Lustgarten anlegen. Der sogenannte Schaur’sche Garten war mit großen Volieren, Springbrunnen, Grotten, Rabatten und einer Orangerie prunkvoll gestaltet und galt als eine Sehenswürdigkeit der Stadt. Der an der Ostgrenze des Gartengrundstücks direkt am Sparrenlech errichtete kleine Turm wurde sowohl als Aussichtsturm („Belvedere“) als auch als privater Wasserturm genutzt: Von einem Hochreservoir im Turm wurden die Springbrunnen im Garten gespeist. Der Kern des Turmbauwerks lässt sich auf 1740 datieren.
Um 1790 wurde der Garten an den Handelsherren Karl August Strauß verkauft und ging anschließend ins Eigentum der Bankiersfamilie Carli über. Die strenge barocke Gartenanlage wurde in einen englischen Park im Kleinen umgewandelt. Die umliegenden Grundstücke wurden zunehmend gewerblich bebaut. Im Norden entstand die Kattundruckerei Schöppler und Hartmann, die später als Neue Augsburger Kattunfabrik firmierte. Einer ihrer Miteigentümer, Julius Forster, der älteste Sohn Carl Ludwig Forsters, erwarb das Parkgrundstück.
Südlich des Grundstücks entstanden ebenfalls Fabrikbauten für die vom Textilunternehmen Schöppler und Hartmann gegründete Weberei am Sparrenlech, die später von Kahn & Arnold übernommen und durch den Bau einer eigenen Spinnerei erweitert wurde. Aus dem ehemaligen Gartenpalais wurde nun eine Direktorenvilla. Der Turm wurde im 19. Jahrhundert umgestaltet und erhielt einen Zinnenabschluss.
Heute sind die Fabrikbauten verschwunden und das ausgedehnte Gartengrundstück wurde Ende der 1970er Jahre mit großen Wohnblöcken in Zeilenbauweise bebaut. Die ehemalige Direktorenvilla wird heute vom Augsburger Stadtjugendring genutzt.

## Details
An der Westseite des Turms befindet sich oberhalb des Unterbaus ein Balkon, der früher einen Ausblick auf die Gartenanlage ermöglichte. Das historische Balkongeländer, eine Kunstschmiede-Arbeit, und die kleine Drachen-Plastik aus Bronze auf dem Geländer künden von der früheren aufwendigen Gestaltung des Gartens.

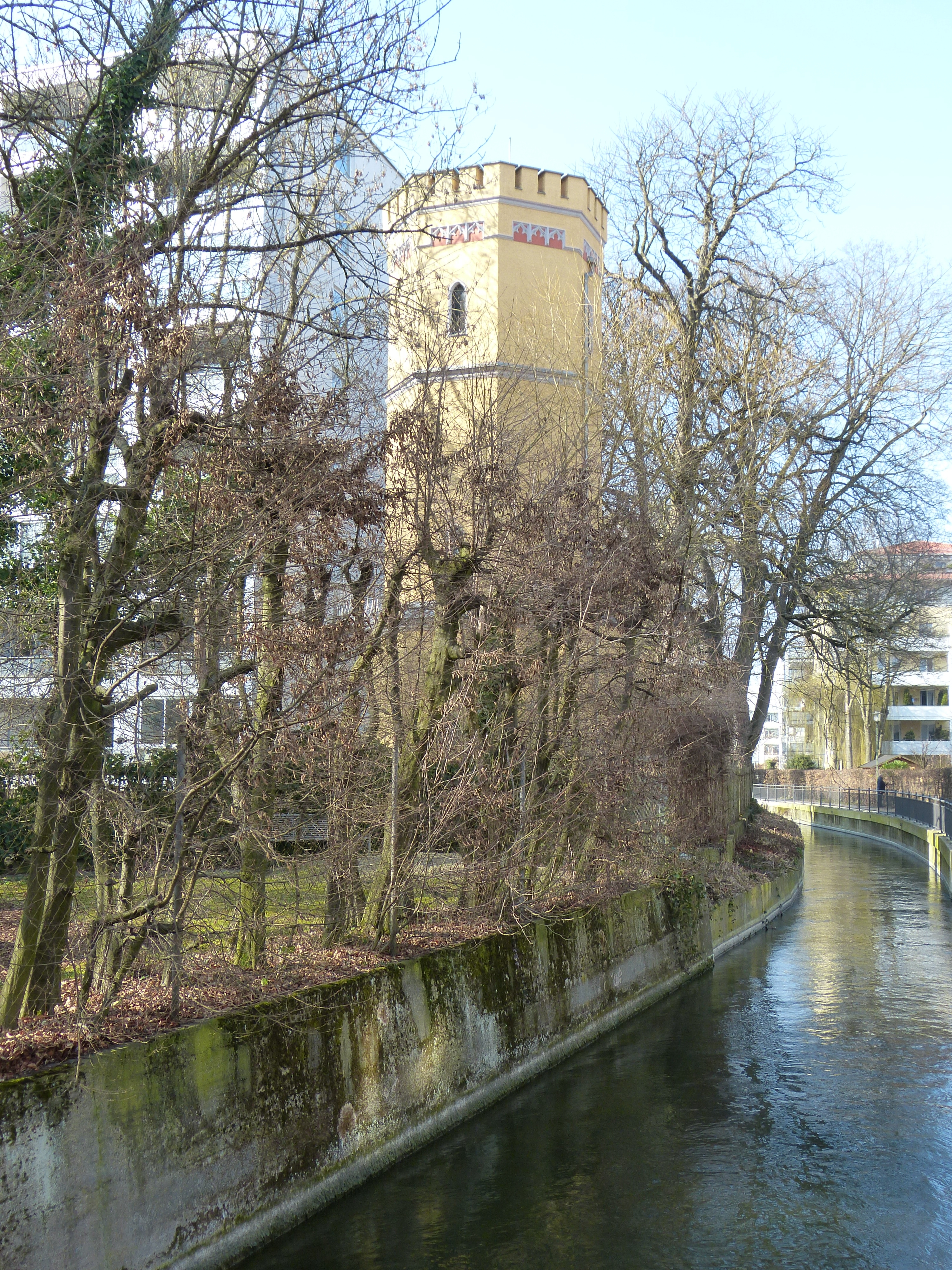
Blick auf den Turm und den Sparrenlech von Süden
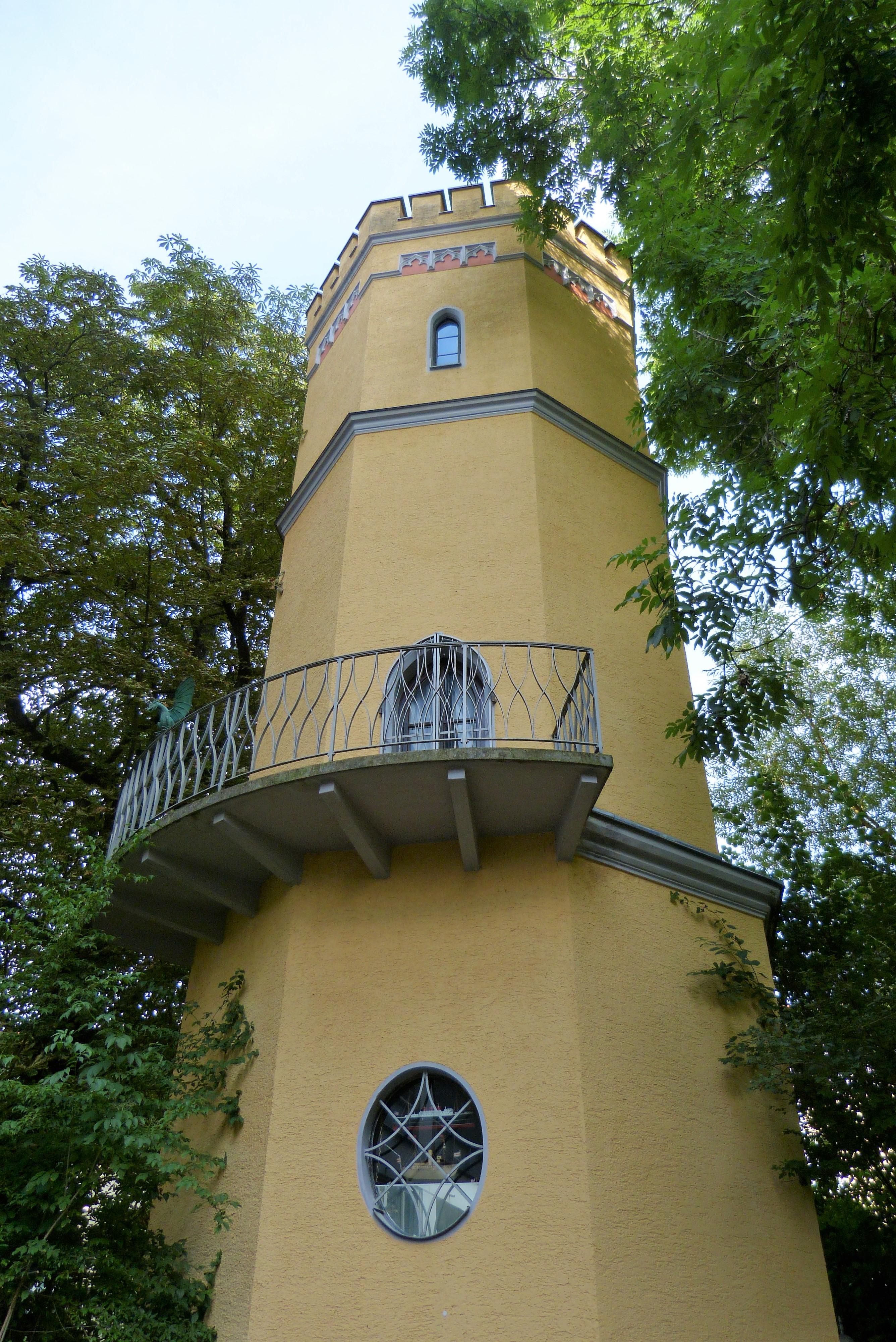
Der Aussichtsbalkon an der Westseite
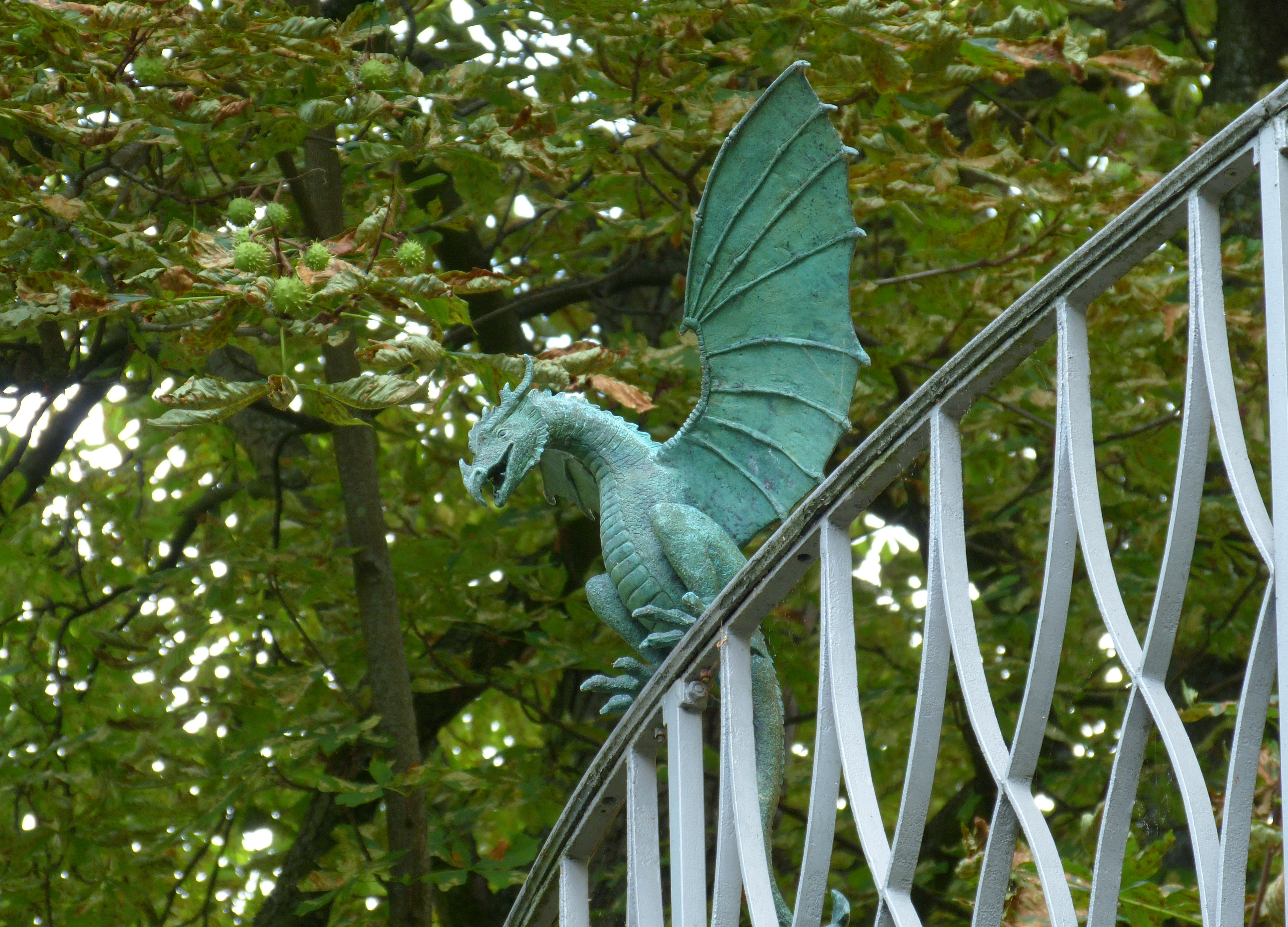
Drachen-Plastik auf dem Balkongeländer
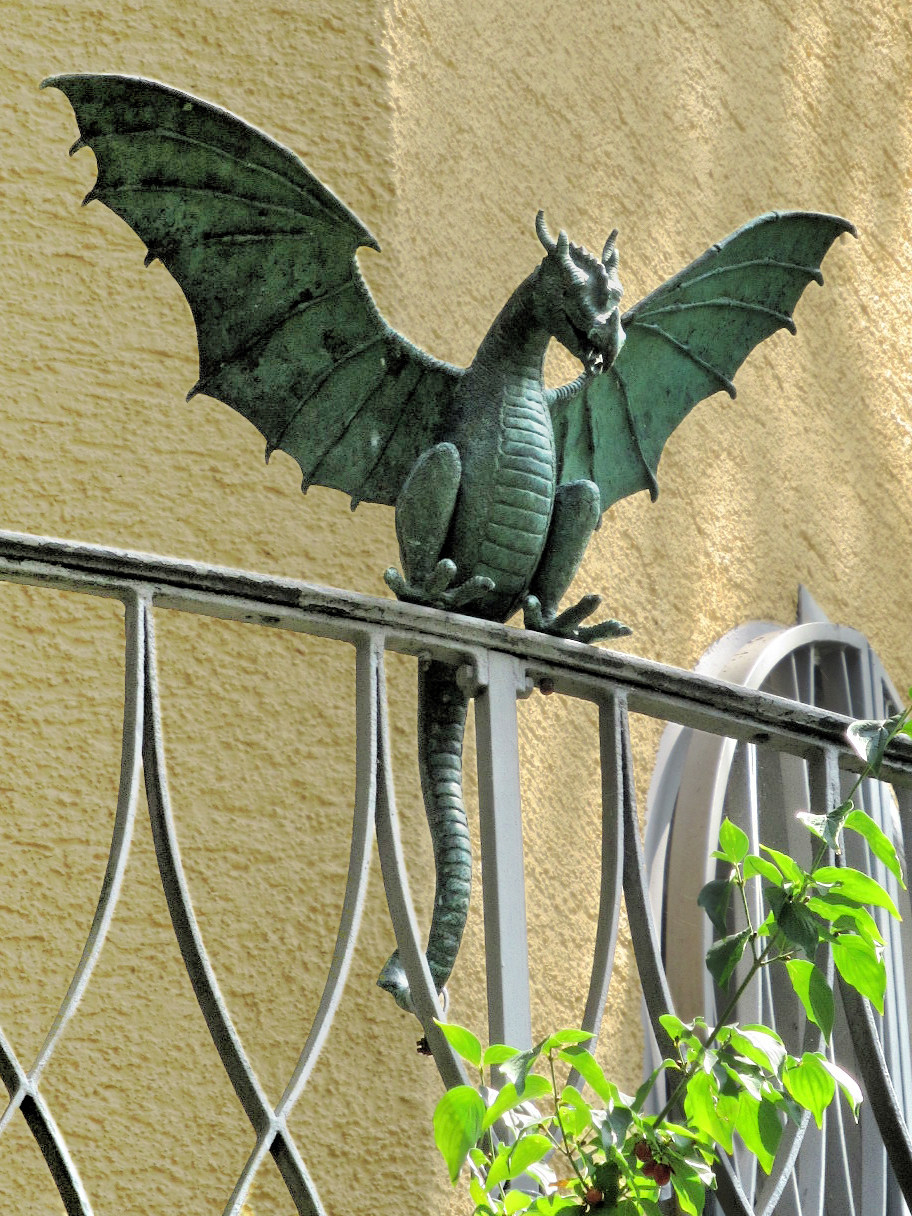
Drachen-Plastik